# Cesare Lombroso
Ezechia Marco Lombroso (Verona; 6 de novembre de 1835 - Torí; 19 d'octubre de 1909), conegut amb el pseudònim Cesare Lombroso, fou un metge i criminòleg italià, representant del positivisme criminològic, anomenat en el seu temps la nova escola (Nuova Scuola), teoria sostinguda també per Enrico Ferri i Raffaele Garofalo.

## Biografia
Fill d'Aronne Lombroso i Zefora Levi, el 1852 es va inscriure en la facultat de medicina de la Universitat de Pavia, on es va graduar el 1858. Al cap de poc va participar en campanyes contra la pel·lagra a Llombardia, on va contribuir a l'educació dels camperols pobres. El 1866 va ser nomenat professor extraordinari a la Universitat de Pavia i el 1871 va assumir la direcció del manicomi de Pesaro. El 1871 va ser nomenat professor de medicina legal en la Universitat de Torí.
Casat el 1870 amb Nina De Benedetti, va tenir cinc fills. Dos d'aquests, Gina Lombroso, escriptora i metgessa, i Paola Lombroso, escriptora i antropòloga, van escriure juntes la biografia de son pare, titulada Cesare Lombroso. Appunti sulla vita. Le opere, publicada el 1906.

## Les teories de Lombroso sobre el delinqüent
Lombroso va dir que les causes de la criminalitat són d'acord amb la forma, causes físiques i biològiques.
Un aspecte particularment difós de l'obra de Lombroso és la concepció del delicte com a resultat de tendències innates, d'ordre genètic, observables en certs trets físics o fisonòmics dels delinqüents habituals (asimetries cranials, determinades formes de mandíbula, orelles, arcs superciliars, etc.). No obstant això, en les seves obres s'esmenten també com a factors criminògens el clima, l'orografia, el grau de civilització, la densitat de població, l'alimentació, l'alcoholisme, la instrucció, la posició econòmica i fins i tot la religió.
Un tret xocant en la seva obra és la cruesa amb què exposa algunes de les seves conclusions, que ho resulta encara més a la llum de les idees que predominen en la criminologia després de l'ocàs de l'escola positiva. Aquesta cruesa pot deure's a la tendència positivista a despullar el discurs científic de tota consideració a part de la mera descripció de la realitat, eludint judicis morals o sentimentals.
Per exemple, referint-se al que ell anomena la teràpia del delicte, diu:
"En realitat, per als criminals nats adults no hi ha molts remeis: és necessari o bé segrestar-los per sempre, en els casos dels incorregibles, o suprimir-los, quan el seu incorregibilitat els torna massa perillosos"
Un altre tret característic de l'obra de Lombroso és la precarietat del seu mètode científic, freqüentment de l'observació empírica, de vegades sobre la població, i de relacions de causalitat escassament fundades. Per exemple, de la comparació entre la temperatura anual mitjana a les diferents províncies d'Itàlia i l'índex d'homicidis a cadascuna d'elles conclou que la calor afavoreix aquest tipus de delictes.
La posició segons la qual els delictes són producte d'aquests diversos factors determinants, porta lògicament a lluitar per un codi penal que els prevegi i ajusti les condemnes a l'existència d'aquests mateixos factors, deixant de costat les preocupacions de la dogmàtica penal. La pena té com a objectiu segons Lombroso la defensa social, entesa com a neutralització del perill que per a la societat representen certs individus que no poden dominar les seves tendències criminals. Al mateix temps, té la fi d'intentar una readaptació en els casos en què fos possible.
La concepció de Lombroso torna irrellevant l'estudi de la imputabilitat del subjecte, ja que –segons es deriva lògicament dels seus postulats– tots els criminals són inimputables, i com menor sigui la seva responsabilitat, major és la seva perillositat. Aquesta idea s'oposa agudament a les concepcions més freqüents entre advocats i juristes, als qui Lombroso va criticar, sostenint que pretenien minorar la pena precisament per als individus més perillosos.

## Obres
- Ricerche sul cretinismo in Lombardia, 1859
- Genio e follia, 1864
- Studi clinici sulle mallatie mentali, 1865
- Sulla microcefala e sul cretinismo con applicazione alla medicina legale, 1873
- L'uomo delinquente, 1876
- L'amore nel suicidio e nel delitto, 1881
- L'uomo di genio in rapporto alla psichiatria. 1888, traduït a l'anglès: Man of Genius, Londres, 1891
- Sulla medicina legale del cadavere, 2a ed. 1890
- Palimsesti del carcere, 1891
- Trattato della pellagra, 1892
- Le più recenti scoperte ed applicazioni della psichiatria ed antropologia criminale. Torí: Fratelli Bocca, 1893
- Gli anarchici, 1894
- L'antisemitismo e le scienze moderne, 1894
- Genio e degenerazione, 1897
- Les Coquêtes récentes de la psychiatrie, 1898
- Lezioni de medicina legale, 1900
- Delitti vecchi e delitti nuovi, 1902
- El delito. Sus causas y remedios. Traducció de Bernaldo Quirós. Madrid: Victoriano Suárez, 1902
- Le crime; causes et remédes, 1899, traducció a l'anglès: Crime, its Causes and Remedies, Boston, 1911
- Ricerche sui fenomeni ipnotici e spiritic, 1909.
- After Death-What?. Traducció a l'anglès, Boston, 1909
- Hans Kurella, Cesare Lombroso, a Modern Man of Science, Londres, 1911
- Lombroso Ferrero, Gina: Vida de Lombroso. Traduït per Nicolás Cilla; amb presentació de Luis Jiménez de Asúa). Buenos Aires: Aquiles Gatti, 1940
- Tornielli, Pablo: «Lombroso, el autor maldito», a la revista jurídica Hábeas Corpus, del Centro de Estudiantes de la Facultad de Derecho de la Universidad de Buenos Aires, novembre de 1993
- L'opera di Cesare Lombroso nella scienza e nelle sue applicazioni, Turín, 1906